# 三榮町 (新宿區)
三榮町（日语：／ Saneichō */?）是東京都新宿區的町名。未實施新住居表示。2013年8月1日為止的人口有1,597人。郵遞區號160-0008。

## 地理
位於新宿區東南部。北鄰坂町，東接本鹽町與四谷一丁目，南連四谷二丁目，西與荒木町之間以津之守坂通為界。町內主要以住宅地為主。町域南部靠近靖國通，三榮通通過町域。

## 歷史
1943年（昭和18年）箪笥町（與現在新宿區內箪笥町不同）、北伊賀町、新堀江町三町合併成立。

### 地名的由來
箪笥町、北伊賀町、新堀江町三町合併成立時，希望「讓三町繁榮」而名為三榮町。

## 交通
町域内無車站，西部、南部可利用地下鐵丸之內線四谷三丁目站，北部可利用都營新宿線曙橋站。東部可利用地下鐵丸之內線、JR中央線四谷站。

## 設施
- 新宿歷史博物館
- 三榮町社會教育會館
- 四谷稅務署

## 備註
1. ↑  『角川日本地名大辞典 13　東京都』、角川書店、1991年再版、P873
2. ↑  .   [2013-08-09]. （原始内容存档于2014-08-19）.

## 外部連結
- 新宿區役所（页面存档备份，存于）